# Eothenomys melanogaster
Eothenomys melanogaster é uma espécie de roedor da família Cricetidae.
Pode ser encontrada nos seguintes países: China, Myanmar, Taiwan e Tailândia.